# Un año de danza
 Un año de danza  es una película documental de Argentina filmada en colores dirigida por Cecilia Miljiker sobre su propio guion, cuyo tema es la escuela de danza del Teatro Colón de Buenos Aires, que se estrenó el 6 de septiembre de 2018.  Para su realización, la directora tuvo acceso irrestricto al teatro para filmar y para la difusión recibió ayuda de la mundialmente destacada bailarina Paloma Herrera, directora en ese momento del Ballet Estable del Teatro Colón y ex primera bailarina del American Ballet Theatre durante más de 20 años.

## Sinopsis
El documental muestra por primera vez los entretelones del proceso de selección de alumnos de la Escuela de Danza del Teatro Colón. Hay alrededor de 200 postulantes de entre 8 y 12 años y suelen entrar 20 seleccionados, que deberán pasar un año duro donde tendrán que acostumbrarse a una nueva forma de vida más sacrificada. El documental sigue a un grupo de chicos desde que rinden el examen de ingreso, pasando por sus clases -técnica, preparación física, música y francés-, y ensayos en el Colón hasta su presentación de fin de curso. También investiga mediante  entrevistas a padres y niños sobre sus comienzos en la danza, la decisión de inscribirse y la forma en la que cada uno estudia –asistencia a escuelas,  exámenes libres o enseñanza a través de internet-. Pero también plantea cómo esa elección impacta su infancia, ya que produce un cambio drástico en las rutinas, la alimentación, la familia, el colegio y los amigos. Algunos padres deben mudarse  desde el interior del país para acompañar a sus hijos. La escuela es totalmente gratuita e incluso los padres tienen la posibilidad de recibir alguna ayuda económica.

## Declaraciones de la directora
La directora señaló “creo que los chicos que están ahí tienen una vocación en serio. Es tan absorbente que si realmente no es tu vocación, perdés tanto de tu vida de niño que no se sostiene. No hay presión externa posible para que puedas seguir estudiando con esa exigencia…La escuela es gratis y tiene una cooperadora que ayuda a los chicos que no tienen plata. Pero hay que pensar que hay chicos que vienen del interior, que cambia la vida de las familias, que tienen que alquilar un departamento acá. Es bastante esfuerzo y es una inversión que puede servir o no, tiene mucho riesgo".

## Comentarios
La nota crítica del diario El Universo se Quito, Ecuador expresó:

”En el Colón si ven que alguien está desganado y no responde a las consignas, no sigue. Al último año a veces llegan dos nada más. No les importa no tener alumnos sino que los alumnos que tengan sean dedicados, que tengan talento…Pero los futuros bailarines, que exhiben sus emociones a lo largo del filme, tienen clara su vocación y sueñan en grande.”

Sami Schuster en el sitio web cinéfiloserial opinó:

”La directora logra generar un equilibrio justo entre los diálogos y la práctica para poder tener un pantallazo general sobre el tema y la situación particular de los niños…Tal vez hubiera estado bueno conocer un poco más los pensamientos de los directivos y profesores del Colón, más allá de verlos activos en las clases, para tener una mirada todavía más de adentro, pero de todas maneras se siente que la temática fue explotada y transmitida en su totalidad. Otro de los puntos fuertes...es...duda la música...generando un ambiente perfecto para el desarrollo de las imágenes y las entrevistas. En síntesis...buen documental que logra mostrar más profundamente el mundo de la danza y los pasos que tienen que seguir los niños para llegar a estudiar en el Colón.